# Onthophagus bituberans
Onthophagus bituberans là một loài bọ cánh cứng trong họ Bọ hung (Scarabaeidae).